# Берлински конгрес
Берлински конгрес, одржан од 13. јуна до 13. јула 1878. године у Берлину под председништвом Ота фон Бизмарка, када je био одржан састанак представника шест великих сила у Европи (Русија, Велика Британија, Француска, Аустроугарска, Италија и Немачка), Османског царства и четири балканске државе (Грчка, Србија, Румунија и Црна Гора) .
Конгрес је сазван ради ревизије Сан-стефанског мира (потписаног 3. мартa 1878. године), којим је завршен Руско-турски рат (1877–1878). Према тим, претежно од стране Русије диктираним преговорима, Османско царство би изгубило велики део своје пређашње контроле над Балканом, а требало је да буде створена Велика Бугарска (ефективно руски сателит) која би укључила највећи део данашње Северне Македоније, те делове Србије до Ниша, Албаније и Грчке осим Халкидикија и Солуна. Босна и Херцеговина, иако под турским суверенитетом, добила би значајну аутономију. Овим споразумом је било предвиђено да Србија, Црна Гора и Румунија добију државну независност.
Против наглог пораста утицаја Русије у том региону су се највише бориле управо Аустроугарска и Велика Британија. Услед међународног притиска Русија је морала да попусти и Сан-Стефански мировни уговор је поништен, а преговори о територијалном уређењу Балкана су кренули из почетка. Пошто Немачка практично није морала да штити сопствене интересе на Балкану, при тим преговорима је Бизмарк могао да наступи као „релативно неутралан“ (позната је уосталом Бизмаркова изјава да Балкан „није вредан ни малог прста или костију једног померанског панцир-гренадира"). У преговорима су учествовали само делегати великих сила, док су представници малих земаља покушавали да утичу на исход посредним путем. Србију је представљао Јован Ристић, изасланик кнеза Милана.
Исход преговора је био Берлински мир 13. јула 1878. године. Он се састојао из признања Румуније, Србије и Црне Горе као суверених држава и Бугарске као аутономне кнежевине под отоманским суверенитетом (до 1908). Такође, према раније склопљеном Руско-британском споразуму, закљученом 30. маја 1878. године, територија Бугарске је око три пута умањена од оне предвиђене Сан-стефанским миром (одлучено је да заузима територије само северно од планине Балкан). Од остатка територије Велике Бугарске, створена је Источна Румелија под турском управом. Такође, Македонија је остала под турском влашћу. Низ других турских провинција је одвојен од Турске и или припојен другим државама, као Кипар који је додељен Великој Британији, Босна и Херцеговина Аустроугарској (Берлински конгрес 1878 – окупација, 1908 – анексија).
Србија је знатно проширена и добила је четири округа: нишки, пиротски, топлички и врањски, а као и друге земље које су стекле независност, требало да преузме на себе и један део турског државног дуга, али то није учињено јер током следећих година није постигнут договор о висини ове обавезе.
Моћ Турске у Европи и Азији је овим мировним уговором драстично ублажена. Утицај Русије је у корист Аустроугарске веома смањен што је повећало тензије између два царства. Уз то је, такво преуређење Балкана довело до нових напетости на том подручју.

## Позадина
Деценијама пре конгреса, Русију и Балкан захватио је панславизам, покрет којим би се ујединили сви балкански Словени и били под једном влашћу. Та жеља, која се развила слично као пангерманизам и уједињење Италије, што је резултирало у два уједињења, попримило је различите облике код различитих словенских народа. Панславизам је у царској Русији значио стварање јединствене словенске државе, под руским вођством, у суштини то је била реч која је представљала руско освајање Балканског полуострва. Реализацијом циља, Русија би добила контролу над Дарданелом и Босфором, а тиме и економску контролу над Црним морем и знатно већу геополитичку моћ.
На Балкану, панславизам је значио уједињење балканских Словена под влашћу одређене балканске државе, али држава која је требало да служи као место уједињења није увек била јасна, јер је иницијатива вођена између Србије и Бугарске. Стварање бугарског бискупа од стране Османлија 1870. године имало је за циљ да Бугаре верски одвоји од грчке патријаршије, а политички од Србије. Са балканског становишта, уједињењу полуострва потребан је Пијемонт као база и Француска као спонзор. 
Иако су се разликовали погледи на то како би балканска политика требала даље да се развија, обоје су започели склањањем султана као владара Балкана и избацивањем Османлија из Европе. Како и чак да ли је то било извршено било би главно питање о којем би се расправљало на Конгресу у Берлину.

## Велике силе на Балкану
Балкан је био средиште надметања великих европских сила у другој половини 19. века. Британију и Русију је занимала судбина Балкана ради неких њихових користи. Русија је била заинтересована за регион, идеолошки као панславистички ујединитељ, и практично да би осигурала већу контролу над Медитераном. Британија је била заинтересована да спречи Русију у остварењу својих циљева. Штавише, Уједињене заједнице Италије и Немачке су спутавале трећу европску силу, Аустроугарску, да своју територију даље шири на југозапад. Немачка, као најмоћнија континентална држава од Француско-Пруског рата 1871. године је имала врло мало интереса у то да се негде скраси и насели и зато је била једина сила која је могла објективно да расправља на тему Балкана. 
Русија и Аустроугарска, две силе које су највише улагале у судбину Балкана, биле су у савезу са Немачком у Савезу три цара, који је основан ради очувања монархије континенталне Европе. Конгрес у Берлину је углавном био спор између наводних савезника Бизмарка и његовог Немачког царства, а особа која би представљала судију би морали изабрати пре краја конгреса кога ће од својих савезника да подржи. Та одлука је требала имати директне последице на будућност европске геополитике.
Отоманска бруталност у српско-османском рату и насилно потискивање Херцеговачког устанка подстакли су политички притисак унутар Русије, која је себе сматрала заштитником Срба, да буде против Османског царства. Давид Мекензи је написао да "симпатија према српским хришћанима постоји у судским круговима, међу дипломатама и нижим класама, и активно се показивала преко словенских комитета".
На крају је Русија тражила и добила обећање Аустроугарске да ће бити неутрална у наредном рату, у замену за уступање Босне и Херцеговине Аустроугарској што је и договорено Будимпештанском конвенцијом 1877.

## Ниш и новоослобођени крајеви од престанка турске власти до закључења Берлинског уговора
Берлински конгрес је заседао месец дана и завршио рад 13. јула 1878. Представници балканских слободних земаља: Румуније, Србије, Црне Горе и Грчке нису могли учествовати у раду Конгреса, али су добили право да, писменим путем, изнесу захтеве својих влада. Србију је у Берлину представљао њен министар спољних послова, бивши намесник, Јован Ристић.
Три су главна питања која је требало повољно решити за Србију: признање њене државне независности, територијално проширење и питање трибута Турској. Када се у току Конгреса расправљало о Србији, прво питање није представљало никакву тешкоћу: Србија је примљена у ред суверених држава Европе и призната јој независност; треће питање, на велико заузимање руске дипломатије, такође је повољно решено. Међутим, нове границе и територијално проширење Србије наишло је на велике тешкоће. Против захтева за Босном и Новопазарским санџаком - устала је Аустро-Угарска; против неослобођених крајева Старе Србије залагале су се Турска, Енглеска и Италија; а против припајања источних крајева - Русија која је заступала интересе Бугарске, свакако у духу ранијих схватања.
У међувремену, током пролећа 1878. године, једно време, због одлука Санстефанског уговора, држало се да ће се граница Кнежевине Србије одредити у непосредној околини Ниша, тј. код Беле Паланке. На тај начин Ниш, са својом казом, био би гранични крај према Бугарској. Међутим, српска влада се веома ангажовала да дипломатско-политичком акцијом, подупре не само оправданост својих државно-политичких захтева, већ и да се до краја заузме за народне молбе и петиције из нишког, врањског и пиротског подручја у којима се тражило да ти крајеви остану под Србијом као део њене националне територије. У Ниш тада долазе бројне депутације из свих крајева Санџака које изражавају лојалност српском кнезу, а ту се стиче и много избеглог народа са оних подручја Турске које је српска војска евакуисала још по закљученом примирју у Једрену, 31. јануара 1878. године. Из Ниша се тада, практично, руководи целокупном акцијом замене турске управе српском, посебно обезбеђењем новоослобођених предела југоисточне Србије. Ниш постаје центар тзв. Нишке управе која изводи прву управну организацију у условима националне слободе.
На Берлинском конгресу пошло се од ревизије постојећих основа Санстефанског уговора и у територијалним питањима везаним за разграничење Кнежевине Србије према Турској царевини, односно и према новопројектованој Бугарској кнежевини. Српска влада заузимала се за то да цела територија бившег Нишког санџака - казе: нишка, прокупљанска, куршумлијска, лесковачка, врањска, пиротска и трнска, које је ослободила српска војска, остане у саставу Србије, док је Руска дипломатија била за то да већи део овог санџака, са Пиротом и Врањем припадне Бугарској. Са своје стране, српска влада износила је све разлоге о потреби да се читаво подручје Санџака, као јединствена целина, а пиротски и врањски крај и као етничко и национално подручје српског народа, придружи Кнежевини Србији, што је најзад и признато на Берлинском конгресу. Од некадашњег Нишког санџака, само је трнска каза и царибродски крај припао Бугарској. Још одмах по предаји нишке тврђаве, 29.XII 1877. / 9.I 1878, 13. јануара у Ниш је дошао владин изасланик Лазар Протић као управитељ вароши и члан Управе нишке. Два дана касније, 15.I, према Закону о уређењу ослобођених предела, почело је организовање окружне, среске и општинске управе. Целокупна ослобођена територија била је подељена на седам управа: нишку, лесковачку, прокупљанску, белопаланачку, врањску, пиротску и кулску. Ове управе отпочеле су да раде на уређивању не само административних већ и економских, здравствених и културних прилика, као и да оснивају судове и пореске установе.
Нишка управа, варошка и окружна, обављала је током првих месеци 1878. веома бројне и разноструке послове, нарочито у вези с пописом турских имања, евидентирањем имовинских односа по селима, пописом људства и заостале хране бивших турских власника. Такође, као позадинска власт, старала се и о обезбеђењу комуникација, јавне сигурности и снабдевању српске војске.
У Мају 1878. извршена је подела на округе, и нишки округ састојао се од срезова: нишког, копривничког и белопаланачког. Ова административна подела нишког округа уследила је после закључења Санстефанског уговора 3. марта 1878. године када је изгледало да ће нишки округ бити граничан према Кнежевини Бугарској. Тада је за окружног начелника био постављен Коста Павловић, а по срезовима: у нишком - Тодор Станковић са писаром Димитријем Ђорђевићем и у копривничком - Мијаило Миловановић. Срески начелници вршили су дужности управе односно полицијске власти, док су судови - општински, срески и окружни - били самосталне установе. По завршетку Берлинског конгреса и правном окончању рата са Турском, извршена је нова управна подела новоослобођених крајева. Ниш је и даље остао средише једног од четири новообразована округа и, у ствари, главно место "Нове Србије", односно једног дела ослобођене историјске "Старе Србије".
Дана 22. августа 1878. године је проглашен Закон о независности и издата Прокламација кнеза Милана Обреновића о правном окончању другог рата Кнежевине Србије са Турском царевином. Почетак периода мирног живота тиме је одвојен од скоро трогодишњег периода великог национално-ослободилачког покрета српског народа у Царевини Турској и ратовања Кнежевине Србије и Црне Горе.
За Ниш и становништво нишког краја започињао је нови живот у слободи и независној националној држави.

## Страх других сила од руског утицаја
Главна мисија учесника Конгреса била је да нанесу фаталан ударац растућем покрету панславизма. Покрет је изазвао озбиљну забринутост у Берлину, а још више у Бечу, који се плашио да ће се потиснуте словенске националности побунити против Хабзбурговаца. Британске и француске владе биле су уздрмане због слабљења утицаја Османског царства и културне експанзије Русије на југ, где су и Уједињено Краљевство и Француска биле спремне да колонизују Египат и Палестину. Споразумом из Сан Стефана, Руси на челу са канцеларом Александром Горчаковом, успели су да створе у Бугарској аутономну кнежевину, под владавином Османског царства. То је покренуло Велику игру, масовни британски страх од све већег руског утицаја на Блиском истоку. Нова кнежевина, укључујући врло велики део Македоније као и приступ Егејском мору, лако би могла да угрози Дарданелски мореуз, који одваја Црно море од Средоземног мора. Ово није било прихватљиво за Британце који су читаво Средоземље сматрали британском сфером утицаја и руски покушај да тамо остваре приступ су видели као њима озбиљну претњу. 4. јуна, пре него што је Конгрес почео 13. јуна, британски премијер Бенџамин Дизраели је већ потписао Кипарску конвенцију, тајни савез са Османлијама против Русије, у којем је Британији било дозвољено да заузме Кипар. Споразум је унапред одредио положај Бенџамина током Конгреса и натерао га да запрети да ће започети рат против Русије ако све не буде у складу са османским захтевима. Преговори аустроугарског министра спољних послова Ђула Андрашија и британског министара спољних послова Роберта Артура Талбота већ су "окончани 6. јуна када је Британија пристала на све аустријске предлоге везане за Босну и Херцеговину о изласку пред конгрес, док ће Аустрија подржати британске захтеве". 

## Бизмарк као домаћин
Берлински конгрес се често доживљава као битка између канцелара Александра Горчакова из Царевине Русије и Ото фон Бизмарка из Немачке царевине. Обојица су успела да убеде друге европске лидере да ће слободна и независна Кнежевина Бугарска увелико побољшати безбедносне ризике које је угрожавало Отоманско царство. Према историчару Ерику Ејку, Бизмарк је подржао руско стајалиште да је "турска владавина над хришћанском заједницом (бугарском) био анахронизам који је несумњиво подстакао устанак и крвопролиће и да због тога треба бити окончана". Користио је Велику источну кризу из 1875. године као доказ растућег непријатељства у региону.
Крајњи циљ Бизмарка током Берлинског конгреса није био нарушавање статуса Немачке на међународној платформи. Није желео да поремети Савез три цара одабиром између Русије или Аустрије за свог савезника. Да би одржао мир у Европи, Бизмарк је желео да укаже другим европским дипломатама на то да ће подела Балкана донети већу стабилност. Током процеса, Царевина Русија је почела да се осећа превареном упркос томе што је за Кнежевина Бугарска на крају успела да стекне независност. Проблеми у савезништву у Европи пре Првог светског рата су били уочљиви.
То што је Бизмарк био дипломата је један од разлога што је могао да се реши проблема до којих би дошло на Берлинском конгресу и смири ситуацију. Тежио је миру и стабилности када се међународни послови нису директно односили на Немачку. Будући да је тренутну ситуацију у Европи сматрао повољном за Немачку, било какав сукоб између главних европских сила који је претио том статусу био је у супротности са немачким интересима. Такође, на Берлинском конгресу, „Немачка није могла да тражи никакву корист од кризе“ која се догодила на Балкану 1875. године. Стога је Бизмарк у име Немачке царевине на Конгресу тврдио непристрасност, што му је омогућило да председава преговорима оштро за прекршај.
Иако је већина Европе кренула на Конгрес очекујући дипломатску атмосферу, слично Бечком конгресу, били су разочарани. Бизмарк, несретан што је водио Конгрес по летњој врућини, био је лоше расположен и није толерисао беспотребну причу. Тако да је било какав покушај привлачења пажње био прекинут од стране немачког канцелара. Амбасадори малих балканских територија о чијој се судбини одлучивало једва су имали дозволу да присуствују дипломатским састанцима, који су били углавном између представника великих сила. 
Према Хенрију Кисинџеру, конгрес је увидео промену у Бизмарковој политици. До тада, како је Немачка постала сувише моћна за изолацију, његова политика је била да се одржи Савез три цара. Сада када се више није могао ослонити на Русију, почео је да успоставља односе са што већим бројем потенцијалних непријатеља.

## Легат
Прихвативши руски притисак, Румунија, Србија и Црна Гора проглашене су независним кнежевинама. Русија је задржала Јужну Бесарабију, коју је припојила у Руско-турском рату, али бугарска држава коју је створила прво је подељена, а затим поново подељена на Кнежевину Бугарску и Источну Румелију, обе кнежевине су добиле аутономију, под контролом Османског царства. Бугарској је обећана аутономија и дате су гаранције против Турског мешања, али оне су већином биле игнорисане. Румунија је добила Северну Добрују. Црна Гора је добила Никшић, заједно са основним албанским областима Подгорицом, Баром, Плавом и Гусињем. Османска влада, или Висока порта, сложила се да поштује правила садржана у Органском закону из 1868. године и да гарантује грађанска права немуслиманских особа. Регион Босне и Херцеговине предат је Аустроугарској администрацији која је стекла и право на гарнизон Новопазарског санџака, малог пограничног подручја између Кнежевине Црне Горе и Кнежевине Србије. Босна и Херцеговина су  биле на путу ка евентуалном освајању. 
Русија се сложила да је Македонија, најважнији стратешки део Балкана, превише мултинационална да би била део Бугарске и дозволила јој да остане под Османским царством. Источна Румелија, која је имала своје велике Турске и Грчке мањине, постала је аутономна покрајина под хришћанским владаром, са главним градом у Пловдиву. Преостали делови првобитне "Велике Бугарске" постали су нова држава Бугарска. 
У Русији се конгрес у Берлину сматрао промашајем. Након што су коначно поразили Турску упркос многим прошлим неуспелим руско-турским ратовима, многи Руси су очекивали „нешто велико“, исцртавање балканских граница у знак подршке руским територијалним амбицијама. Уместо тога, победа је резултирала аустроугарским добитком на балканском фронту који је довео до окретања осталих европских сила према моћном Аустроугарском царству, које није претило никоме, осим моћној Русији, која је била у конкуренцији са Британијом у такозваној Великој игри током већег дела века. Горчаков је рекао, "Сматрам да је Берлински уговор најмрачнија страна мог живота". Већина Руса бесна због европског порицања њихових политичких добитака, и мада је било неких мисли да то представља само мању препреку на путу ка руској хегемонији на Балкану, ипак је дала Босну и Херцеговину и Србију Аустроугарској и у суштини уклонили сав руски утицај са тог подручја.
Срби су били узнемирени због „Руског ... пристанка на предају Босне Аустрији“:
Ристић који је био први представник Србије у Берлину, говори како је питао Јоминија, једног од руских делегата, која је утеха Србима. Јомини је одговорио да би требало да се размишља како је „ситуација само привремена јер ћемо најкасније за петнаест година бити приморани да се боримо против Аустрије“. 'Узалудна утеха!' коментарисао је Ристић. 
Италија је била незадовољна резултатима Конгреса, а тензије између Грчке и Османског царства остале су нерешене. Босна и Херцеговина се такође показала проблематичном за Аустроугарско царство у каснијим деценијама. Лига три цара, основана 1873. године, уништена је пошто је Русија недостатак подршке Немачке у питању пуне независности Бугарске схватила као кршење лојалности и савеза. Граница између Грчке и Турске није решена. 1881. године, након дужих преговора, прихваћена је компромисна граница након што је поморска демонстрација великих сила резултирала уступањем Тесалије и Арта Грчкој.
Тако је Берлински конгрес посејао семе даљих сукоба, укључујући Балканске ратове и (у коначници) Први светски рат. У „Салзбуршком кругу“ 1. априла 1878. британски министар спољних послова, Роберт Артур Талбот, разјаснио је приговоре њега и владе на Сан Стефански уговор због повољног положаја у који је стављена Русија.
Године 1954., британски историчар А.Џ.П. Тејлор написао је: „Да се Сан Стефански уговор одржавао, Отоманско царство и Аустроугарска би можда опстале до данашњег дана”. Британци су, осим Бенџамина Дизраелиа у његовим дивљим тренуцима, очекивали мање и зато су били мање разочарани. Сализбури је написао крајем 1878. године: „Успоставићемо језиву врсту турске владавине поново јужно од Балкана. Али то је било кратког даха. У њима није остало виталности."
Иако је Берлински конгрес нанио снажан ударац панславизму, он ни на који начин није решио питање тог подручја. Словени на Балкану и даље су углавном били под несловенском влашћу, подељени између власти Аустроугарске и страдалог Османског царства. Славенске државе Балкана схватиле су да држања заједно им је ишло мање у корист него понашање према жељама суседне велике силе. То је наштетило јединству балканских Словена и подстакло такмичење између нових словенских држава.
Тензије у региону наставиле су да се узбуркавају тридесет година док поново нису експлодирале у Балканским ратовима 1912–1913. Атентат на Франца Фердинанда аустроугарског наследника 1914. довео је до Првог светског рата. Упркос томе, циљ одржавања мира и равнотеже снага на Балкану очито није успео, јер је регион остао извор сукоба великих сила све до 20. века.
- Етничка мапа Балкана из 1877
- Алегоријски опис Бугарске аутономије после споразума у Берлину. Литографија Николаја Павловича
- Грчка делегација на Берлинском конгресу

## Противљење Андрашијевим циљевима
Аустроугарски министар спољних послова Ђула Андраши и управа Босне и Херцеговине такође су добили право на постављање гарнизона у Новопазарском санџаку, који је остао под османском управом. Санџак је сачувао одвојеност Кнежевине Србије и Црне Горе, а тамошњи аустроугарски гарнизони отворили би пут ка Солуну који би „западну половину Балкана довели под стални аустријски утицај“.  "Високе Аустроугарске војне власти желеле су ... непосредну велику експедицију са Солуном као својим циљем". 
28. септембра 1878. министар финансија Коломан фон Цел претио је да ће поднети оставку ако војсци, иза које стоји надвојвода Алберт, буде дозвољено да наставе ка Солуну. На седници мађарског парламента 5. новембра 1878. опозиција је предложила да се министру спољних послова запрети за кршење устава његовом политиком током кризе на Блиском истоку и окупацијом Босне и Херцеговине.
Дана 10. октобра 1878. француски дипломата Мелхиор де Вогуе описао је ситуацију на следећи начин:
Незадовољство изазвано овом „авантуром“, нарочито у Мађарској, достигло је најтеже размере, што је подстакнуто снажним конзервативним инстинктом који анимира мађарску расу и тајна је њених судбина. Овај снажан и ексклузиван инстинкт објашњава историјски феномен изоловане групе, малог броја, која ипак доминира земљом у којој живи већина народа различитих раса и сукобљених тежњи, и која игра улогу у европским пословима изван свих пропорција за свој бројчани значај или интелектуалну културу. Овај инстинкт је данас пробуђен и упозорава да доживљава окупацију Босне и Херцеговине као претњу која би увођењем елемената Словена у мађарски политички организам и пружањем ширег поља и даљњом регрутацијом хрватске опозиције уздрмала нестабилну равнотежу у којој је присутна мађарска доминација.